# Es war
Es war (Originaltitel: Flesh and the Devil) ist ein US-amerikanischer Stummfilm unter der Regie von Clarence Brown. Der Film war die erste gemeinsame Arbeit des Leinwandpaares Greta Garbo und John Gilbert und wurde am 25. Dezember 1926 in den USA uraufgeführt. 2006 erfolgte die Aufnahme in das National Film Registry.

## Handlung
Leo von Harden ist seit der Kindheit mit Ulrich und Hertha von Eltz befreundet. Hertha ist seit dieser Zeit in Leo verliebt, was dieser aber nicht ernst nimmt.
Leo und Ulrich dienen später im selben kaiserlichen Garderegiment. Leo ist ein Draufgänger und Frauenheld, dessen Eskapaden immer wieder von Ulrich gedeckt werden. Eines Tages lernt Leo zufällig Felicitas, eine wohlhabende und verführerische Frau kennen und verliebt sich in sie. Felicitas verschweigt Leo, dass sie verheiratet ist. Ihr Ehemann fordert Leo zum Duell heraus, als dieser sie bei einer ihrer Zusammenkünfte überrascht. Leo erschießt den Ehemann und muss deshalb für drei Jahre nach Afrika fliehen. Er kann Felicitas nicht vergessen.
In der Zwischenzeit beginnt Felicitas eine Beziehung mit Ulrich und heiratet ihn. Das hindert sie nicht daran, nach Leos Rückkehr heimlich die Beziehung mit ihm wieder aufzunehmen. Leo fordert von Felicitas eine Entscheidung und sie vereinbaren, gemeinsam zu fliehen. Felicitas bringt es aber nicht über sich, das luxuriöse Leben, das Ulrich ihr bietet, aufzugeben und gibt ihr Vorhaben im letzten Moment wieder auf. Als Ulrich überraschend hinzukommt, gibt Felicitas vor, Leo habe sie zur Flucht zwingen wollen. Auf einer Insel, die sie „Freundschaftsinsel“ nennen und wo Leo und Ulrich als Kinder Blutsbrüder wurden, wollen sie sich duellieren. Als Hertha, die Leo immer noch liebt, sie bekniet, erkennt Felicitas ihr ruchloses Verhalten und versucht über den vereisten See zu ihnen zu gelangen, um Ulrich die Wahrheit zu sagen. Sie bricht jedoch im Eis ein und ertrinkt. In diesem Augenblick erinnern sich Leo und Ulrich daran, dass sie als Kinder ewige Freundschaft geschlossen hatten und versöhnen sich.

## Hintergrund
Der Film entstand nach Hermann Sudermanns Roman Es war. Die Dreharbeiten zu Es war bedeuteten einen Wendepunkt in der Karriere von Greta Garbo. Nach zwei relativ erfolgreichen Auftritten als Vamp beschloss das Studio, die Schauspielerin neben dem damals größten männlichen Star, John Gilbert, einzusetzen. Die Geschichte selber war schon damals altmodisch und das Drehbuch schaffte es nicht, die antiquierte Moral der Vorlage zu entstauben. Viel wichtiger für den Erfolg war die Chemie zwischen den Hauptdarstellern, die sich während der Dreharbeiten ineinander verliebten. Dem Regisseur Clarence Brown und Kameramann William H. Daniels war es zu verdanken, dass diese sexuelle Spannung auf der Leinwand eingefangen und umgesetzt wurde. Es war Browns erster Film für MGM und er war fasziniert von Greta Garbos Talent:

„Da war etwas in Garbos Augen, das man nicht sehen konnte, außer man drehte sie in Großaufnahmen. Man konnte die Gedanken sehen. Wenn sie die eine Person eifersüchtig ansehen sollte und eine andere verliebt, brauchte sie ihren Ausdruck nicht verändern. Man konnte es in ihren Augen sehen, während sie von einem zum anderen blickte. Und niemand sonst hat das jemals auf der Leinwand geschafft.“

Es war beinhaltet eine Liebesszene, in der sich Garbo und Gilbert liegend umarmen und küssen, was damals im Film noch relativ selten gezeigt wurde und entsprechend für Aufsehen sorgte.
Es wurde ein alternatives Ende gedreht, bei dem sich nach Felicitas’ Tod eine Beziehung zwischen Hertha und Leo anbahnt.
Unmittelbar nach Beendigung der Dreharbeiten streikte Greta Garbo sieben Monate, um mehr Geld und bessere Rollen zu bekommen. Sie lebte in der Zeit bei Gilbert und engagierte ebenfalls seinen Agenten Harry Edington, der entscheidend dazu beitrug, aus Garbo den mysteriösen Star zu erschaffen.

## Kinoauswertung
Die Produktionskosten entsprachen mit 373.000 US-Dollar in etwa dem Durchschnitt für eine MGM-Produktion. Die Einspielergebnisse von 603.000 US-Dollar in den USA und weiteren 658.000 US-Dollar auf den Auslandsmärkten bedeuteten ein kumuliertes Gesamtergebnis von 1.261.000 US-Dollar, was für einen Stummfilm eine überdurchschnittlich hohe Summe darstellte. Am Ende stand ein Profit von 466.000 US-Dollar. Das Studio etablierte Garbo-Gilbert als Leinwandpaar und Konkurrenz zu Ronald Colman und Vilma Bánky.

## Kritik
Lexikon des internationalen Films
Kein überragendes Werk der Filmgeschichte, aber ein vielsagender Einblick in die frühe Produktion Hollywoods und dessen Darstellung von Erotik, die durch einen visuell berauschenden Stil eindrucksvoll zur Geltung kommt.